# Guillem de Mòdena
Guillem de Mòdena (vers 1184 - 31 de març de 1251), també conegut com a Guillem de Sabina, Guglielmo de Chartreaux, Guglielmo de Savoy o Guillelmus, va ser un sacerdot italià i un diplomàtic dels Estats Pontificis. Va ser nomenat legat papal o ambaixador de la Santa Seu en diverses ocasions pels papes Honori III i Gregori IX, especialment a Livònia a la dècada del 1220 i a Prússia durant els 1240. El 28 de maig de 1244 va ser nomenat Cardenal-Bisbe de Sabina pel papa Innocenci IV i també va servir breument com a Vice-Canceller de la Santa Seu.

## A Livònia
Nascut al Piemont, va ser nomenat bisbe de Mòdena el maig de 1222 i va ser enviat com a legat del papa per a resoldre les diferències sorgides arran de la Croada Livoniana el 1225 entre els Germans Livonians de l'Espasa i els croats de l'Orde Teutònic. Guillem va negociar hàbilment amb les dues parts en temes com jurisdiccions territorials, impostos, o moneda però no va poder prendre una resolució definitiva sobre la propietat de les terres conquerides. Com a solució provisional va dividir el territori i va posar-lo sota control directe del papa, (Terra Mariana) amb els cavallers alemanys com els seus vassalls, però no va poder evitar l'expansió de la influència dels Cavallers de l'Espasa. La Crònica d'Enric de Livònia, una de les grans narratives medievals, vital per a conèixer la història de la regió, va ser escrita probablement com a referència per a ell i la seva funció diplomàtica.